# 降央伯姆
降央伯姆（1913年11月25日—1988年9月27日），女，藏族，青海省囊谦县人，第51代四川德格土司。

## 生平
降央伯姆生于青海省囊谦县的一个藏族家庭。她是第二十四代囊谦王、第七代囊谦千户旺泽·才旺拉加的长女。1937年11月，降央伯姆和四川德格土司泽旺邓登结婚。1942年，降央伯姆的丈夫、德格土司泽旺邓登逝世。此后，降央伯姆承袭第51代德格土司之职。
1949年10月，降央伯姆得知中国人民解放军占领其故乡玉树，随即派人赴玉树同中国人民解放军接头，表示拥护家乡解放。1950年，她出任昌都地区人民解放委员会副主任、西康省人民政府委员。在中国人民解放军进军西藏途经甘孜、昌都地区之时，降央伯姆向藏区群众反复宣传进军的积极意义，并动员群众帮助中国人民解放军运送进藏物资，为支援进藏部队及西藏和平解放作出很大贡献。1952年，她到北京参加了国庆观礼，受到毛泽东接见。同年，她列席亚洲及太平洋地区和平会议。
1956年，甘孜藏族自治州进行民主改革，降央伯姆积极拥护，并带头交出德格土司家族的财产，推动了民主改革的顺利推行。
德格土司派往江达宗的管家头人并任昌都地区江达宗解放委员会主任的齐美公布发动叛乱，在川藏公路岗拖至妥坝一线开展破袭及抢劫。经中共西藏工委与中共四川省委协调，中共昌都分工委和中共甘孜藏族自治州委决定组成以昌都地区人民解放委员会副主任降央白姆为团长、中共甘孜藏族自治州委副书记王启为副团长的昌东工作团，赴江达等地争取齐美公布及从江东地区逃往此处的“叛乱骨干”。降央白姆等人抵达江达之后，齐美公布到会听取了政策解释，但仍对改革抱怀疑态度。1957年下半年，降央白姆和中共昌都分工委统战部长阎桃源前往做工作，齐美公布终于在1957年底前回到江达，表示“愿意和平解决”，停止了暴动。整个昌都地区都加强了对“六年不改”方针的宣传及对“叛乱武装”的争取。加上四川康区的大规模“武装叛乱”已经基本平息，昌都地区的紧张形势渐趋缓和。
文化大革命中，降央伯姆受到迫害。粉碎“四人帮”之后，她再次当选为四川省政协副主席、全国人大代表。
中华人民共和国成立后，降央伯姆历任西康省藏族自治区人民政府委员、昌都地区人民解放委员会副主任、康定地区民族协商会副主任、西南民主妇女联合会委员、全国民主妇联执委、西康省协商会副主席、甘孜藏族自治州人大常委会副主任、甘孜藏族自治州人民政府副州长、西康省妇联副主任、西康省人民政府委员、全国妇联执委、四川省妇联副主任、政协四川省第一、四、五、六届委员会副主席等职务。她还历任第一至七届全国人大代表。逝世时，她是第七届全国人大代表、中国人民政治协商会议四川省第六届委员会副主席、甘孜藏族自治州人大常委会副主任。
1988年9月27日，降央伯姆在成都逝世，享年75岁。1988年10月5日，降央伯姆追悼会在成都举行，四川省各界人士及降央伯姆的亲属、生前友好共300余人参加追悼会。

## 家庭
- 父：旺泽·才旺拉加
- 弟：扎西才旺多杰
  - 侄：阿庆（扎西才旺多杰之子）